# 782
782 (DCCLXXXII) je bilo navadno leto, ki se je po julijanskem koledarju začelo na torek.

## Dogodki
- 1. januar
- oktober - Pokol v Verdenu